# Augusta Conchiglia
Pour les articles homonymes, voir Conchiglia.
Augusta Conchiglia est une journaliste et photographe italienne née en 1948. Elle travaille notamment sur l'Afrique, les mouvements anticoloniaux et leurs enjeux géopolitiques.

## Biographie
En 1968, Angusta Conchiglia se rend pendant cinq mois sur les zones de guérilla avec Stefano de Stefani à la suite de l'ouverture du Front Est par le Mouvement populaire de libération de l'Angola. Elle participe à la réalisation d'un documentaire pour la RAI, la télévision italienne, sur la guerre de libération de l'Angola. Une version longue de ce film est présentée au festival panafricain d'Alger en 1969.
Augusta Conchiglia a réalisé de nombreuses photographies sur la lutte de la libération angolaise, notamment utilisées lors de la table ronde Indépendances africaines. Cinéma et arts visuels à la chute de l'empire portugais pendant le Festival de l'histoire de l'art de Fontainebleau en 2022. Ses photographies révèlent celles et ceux qui se battent pour l'indépendance et contre le colonialisme.

## Publication
- Augusta Conchiglia, Agostinho Neto: Da guerrilha aos primeiros anos da independência, Fundação Dr. António Agostinho Neto, 2019

## Exposition
- Musée Aljube Résistance et Liberté, Augusta Conchiglia sur les traces du front oriental – Images (et sons) de la lutte de libération en Angola, 22 juillet - 31 décembre 2021, Lisbonne